# (413) Эдбурга
(413) Эдбурга (лат. Edburga) — астероид главного пояса, который принадлежит к спектральному классу M. Он был открыт 7 января 1896 года немецким астрономом Максом Вольфом в обсерватории Хайдельберг.

Орбита астероида Эдбурга и его положение в Солнечной системе
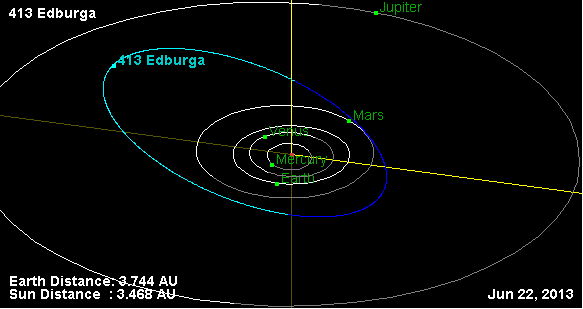
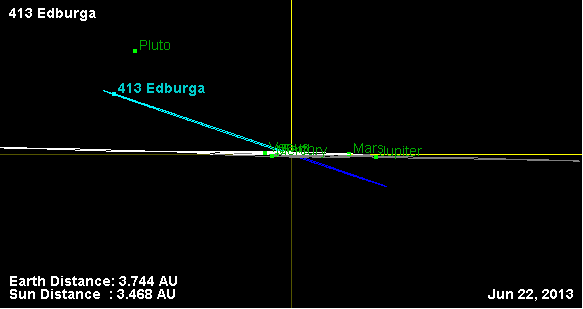